# Bahnstrecke Naila–Schwarzenbach
| Bahnhof Naila, links fuhr die Bahn nach Schwarzenbach ab (2012) |                      |                          |                           |
| Streckennummer (DB): | 5023                 |                          |                           |
| Kursbuchstrecke (DB): | 838 418n (1946)      |                          |                           |
| Streckenlänge: | 9,9 km               |                          |                           |
| Spurweite: | 1435 mm (Normalspur) |                          |                           |
| |                      |                          |                           |
| \| \| \| von Bad Steben \| \| \| \| 0,0 \| Naila (früher Bhf.) \| Naila (früher Bhf.) \| \| \| \| nach Hof \| \| \| \| 1,1 \| Selbitzbrücke \| Selbitzbrücke \| \| \| \| Anst Baywa \| ab 1972 \| \| \| 3,2 \| Schottenhammer \| Schottenhammer \| \| \| 4,0 \| Marlesreuth \| Marlesreuth \| \| \| 5,2 \| Culmitz \| Culmitz \| \| \| 6,7 \| Döbra \| Döbra \| \| \| \| Anst Kalkwerk Poppengrün \| \| \| \| \| Anst Erba \| \| \| \| \| St 2194 \| Schwarzenbach–Helmbrechts \| \| \| 9,9 \| Schwarzenbach a Wald \| Schwarzenbach a Wald \| |                      |                          |                           |
| Strecke |                      | von Bad Steben           | von Bad Steben            |
| Haltepunkt / Haltestelle | 0,0                  | Naila (früher Bhf.)      | Naila (früher Bhf.)       |
| Abzweig ehemals geradeaus und nach links |                      | nach Hof                 | nach Hof                  |
| Brücke über Wasserlauf (Strecke außer Betrieb) | 1,1                  | Selbitzbrücke            | Selbitzbrücke             |
| Abzweig geradeaus und von rechts (Strecke außer Betrieb) |                      | Anst Baywa               | ab 1972                   |
| Haltepunkt / Haltestelle (Strecke außer Betrieb) | 3,2                  | Schottenhammer           | Schottenhammer            |
| Haltepunkt / Haltestelle (Strecke außer Betrieb) | 4,0                  | Marlesreuth              | Marlesreuth               |
| Haltepunkt / Haltestelle (Strecke außer Betrieb) | 5,2                  | Culmitz                  | Culmitz                   |
| Haltepunkt / Haltestelle (Strecke außer Betrieb) | 6,7                  | Döbra                    | Döbra                     |
| Abzweig geradeaus und nach links (Strecke außer Betrieb) |                      | Anst Kalkwerk Poppengrün | Anst Kalkwerk Poppengrün  |
| Abzweig geradeaus und nach rechts (Strecke außer Betrieb) |                      | Anst Erba                | Anst Erba                 |
| Bahnübergang (Strecke außer Betrieb) |                      | St 2194                  | Schwarzenbach–Helmbrechts |
| Kopfbahnhof Streckenende (Strecke außer Betrieb) | 9,9                  | Schwarzenbach a Wald     | Schwarzenbach a Wald      |

Die Bahnstrecke Naila–Schwarzenbach am Wald war eine Nebenbahn in Bayern. Sie führte über 9,88 Kilometer von Naila an dem Flüsschen Culmitz entlang nach Schwarzenbach am Wald. Die eingleisige, normalspurige Verbindung wurde durch die Bayerische Staatsbahn erbaut und am 1. Juli 1910 eröffnet.
Am 30. September 1973 wurde der Personenverkehr eingestellt. Am 25. September 1994 folgte der Güterverkehr, am 30. November die endgültige Stilllegung und danach der Abbau. Das Eisenbahn-Bundesamt hatte die dauerhafte Betriebseinstellung am 21. September 1995 genehmigt. Im Kursbuch hatte sie die Nummer
| Zeitraum  | KBS  |
| --------- | ---- |
| 1970–1973 | 838  |
| vor 1970  | 425g |
| um 1944   | 418n |

Zwischen dem Abzweigbahnhof Naila und dem Endpunkt Schwarzenbach verlief die Strecke durch die freie Landschaft meist weit ab von allen Ortschaften. Die Haltestelle Döbra lag beispielsweise im 2 km entfernten Weiler Poppengrün. Bedeutendes Bauwerk ist das imposanten Viadukt über den Fluss Selbitz und die Straße am Ortseingang von Naila. Es wirkt wie ein Tor zur Stadt.
Der komplette Trassenverlauf blieb unverbaut und das Viadukt über Selbitz und Straße in Naila erhalten. Die Trasse wurde teilweise zum Rad- und Wanderweg umgebaut und im Juli 2010 ihrer neuen Bestimmung übergeben. An der Straßenüberführung über die Bahn bei Naila weicht der Radweg von der Bahnlinie ab. Die Überführung konnte deshalb 2024 durch einen Damm ersetzt werden.

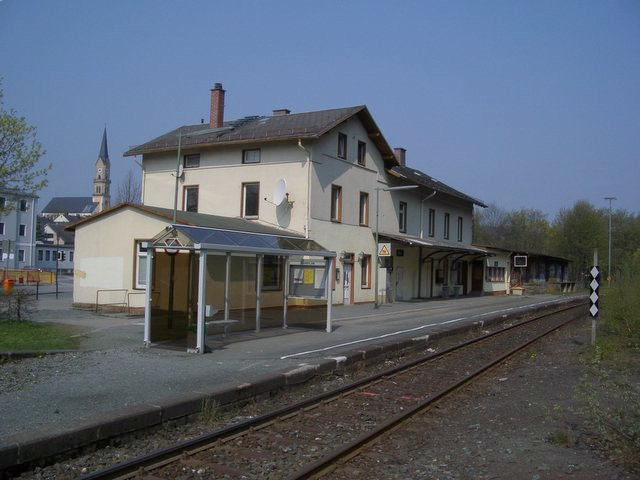
Bahnhof Naila
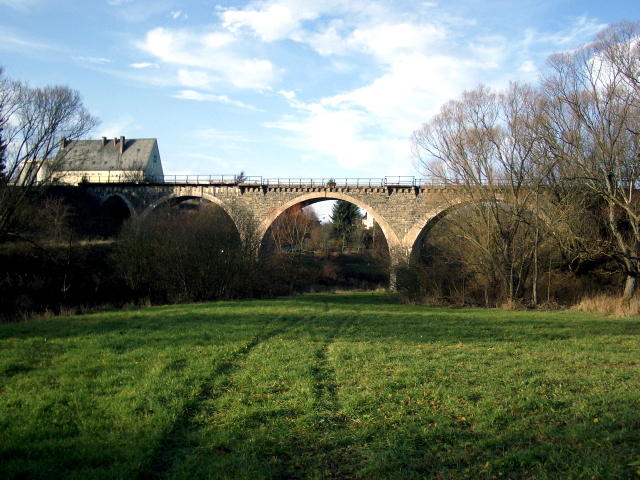
Selbitzbrücke bei Naila